# Igé, Orne
Igé là một xã thuộc tỉnh Orne trong vùng Normandie tây bắc nước Pháp. Xã này nằm ở khu vực có độ cao trung bình 128 mét trên mực nước biển.